# Stanion
Stanion – wieś w Anglii, w hrabstwie Northamptonshire, w dystrykcie (unitary authority) North Northamptonshire. Leży 31 km na północny wschód od miasta Northampton i 113 km na północ od Londynu. Miejscowość liczy 873 mieszkańców.